# Елен Джонсон-Серліф
Елен Джонсон-Серліф (англ. Ellen Johnson-Sirleaf, *29 жовтня 1938) — 24-тя президентка Ліберії, лауреатка Нобелівської премії миру 2011 року (з Леймою Гбові і Тавакуль Карман «за ненасильницьку боротьбу за безпеку жінок і за права жінок на повноправну участь у досягненні миру»), економістка, підприємиця та письменниця. Перша жінка-президент африканської країни (з 2006 року), перша жінка в Африці, яка очолила державу. За суворий характер і рішучість її часто порівнюють із «залізною леді».
Елен Джонсон-Серліф зробила неабиякий вклад у відновлення прав жінок у Ліберії. У 2007 році вона створила «Фонд жінок ринку праці Серліф», за допомогою якого було побудовано та відновлено 26 ринків та з'явилася можливість отримання жінками додаткової освіти у сфері торгівлі, управління та охорони здоров'я.
Коли у 2006 році Джонсон-Серліф очолила країну, про її життя та політичну діяльність знято 6 сюжетів. На їх основі було виявлено, що вона має неабиякий дипломатичний талант. Елен Джонсон-Серліф у них зазначає, що політиці грань між чоловіками та жінками має бути відсутньою. За той час політичної діяльності Елен Джонсон-Серліф розвіяла певні стереотипи про жінок у суспільстві та виробила набір навичок, які будуть корисними для жінок.

## Життя та кар'єра
Елен Джонсон народилася в Монровії 29 жовтня 1938 роцу. Навчалася в коледжі Західної Африки з 1948 по 1955 рр. У 17 років вступила в шлюб з Джеймсом Серліфом, з яким згодом розлучилася. Народила чотирьох синів і була в основному зайнята як домогосподарка. На початку шлюбу чоловік працював у відділі сільського господарства, а Елен була бухгалтеркою у авторемонтній майстерні.
У 1961 році Джонсон-Серліф з чоловіком переїхали у США, щоб продовжити освіту, вона здобула ступінь асоціата з бухгалтерського обліку в Бізнес Школі Медісона, в штаті Вісконсін. Коли вони повернулися до Ліберії, чоловік продовжив роботу в Департаменті сільського господарства, а Джонсн-Серліф розпочала кар'єру в Департаменті казначейства Міністерства фінансів Ліберії.
Пізніше Джонсон-Серліф повернувся до коледжу, щоб закінчити ступінь бакалавра. У 1970 році вона здобула ступінь бакалавра економіки в Колорадському університеті у Боулдері , де також провела літню підготовку до аспірантури. З 1969 по 1971 рр. Джонсон-Серліф вивчала економіку та державну політику в Школі державного управління ім. Джона Кеннеді Гарвардського, здобувши ступінь магістра державного управління. Вона повернулася до Ліберії, щоб працювати в адміністрації Вільяма Толберта, де була призначена на посаду помічниці міністра фінансів. У той час вона привернула увагу «вибуховою» промовою до Ліберійської торговельної палати, де заявила, що корпорації країни завдають шкоди економіці, накопичуючи чи надсилаючи свої прибутки за кордон.
З 1972 по 1973 рр. Джонсон-Серліф працювала помічницею міністра в адміністрації Толберта. Вона подала у відставку після розбіжностей щодо витрат уряду. Згодом була призначена міністеркою фінансів з 1979 по квітень 1980 року.
Самуель Доу, член корінної етнічної групи Гере, захопив владу під час військового перевороту 12 квітня 1980 року; він наказав вбити Толберта і розстріляти всіх, крім чотирьох членів уряду (серед яких була Джонсон-Серліф). Спочатку вона була прийнята на посаду в новому уряді як очільниця Ліберійського банку розвитку й інвестицій. Джонсон-Серліф утекла з країни в листопаді 1980 року після того, як публічно критикувала Доу і Раду народної відплати за управління країною.
Спочатку переїхала до Вашингтона, округ Колумбія, і працювала у Світовому банку. У 1981 році переїхала до Найробі, Кенія, щоб стати віцепрезиденткою Африканського регіонального бюро Сітібанку. Вона залишила Citibank у 1985 році після участі в загальних виборах 1985 року в Ліберії. Пішла в Equator Bank, дочірню компанію HSBC.
У 1992 році Джонсон-Серліф була призначена очільницею Регіонального бюро Африки за Програмою розвитку ООН у ранзі помічниці адміністратора та помічниці Генерального секретаря (ASG). Вона залишила посаду у 1997 році, щоб балотуватися на пост президента Ліберії. Протягом свого перебування в ООН вона була однією з семи міжнародно відомих осіб, яких призначила в 1999 році Організація африканської єдності для розслідування геноциду в Руанді, однією з п'яти голів Комісії міжконголезького діалогу і однією з двох міжнародних експерток, обраних ЮНІФЕМ для розслідування та звітування про вплив конфлікту на роль жінок та роль жінок у побудові миру. Вона була першою головою Ініціативи Відкритого Суспільства для Західної Африки (OSIWA) і професором з управління в Інституті менеджменту та державного управління Гани (GIMPA).
Має чотирьох синів і вісім онуків. Її племінник Еммануель Сумана Елсар був її політичним радником під час президентських виборів 2005 року.

## Професійні віхи
- 1972—1973: Помічниця міністра фінансів Ліберії.
- 1980—1985: Міністерка фінансів Ліберії.
- 1982—1985: Віцепрезидент африканського регіонального відділення банку «Citibank» у Найробі.
- 1986—1992: Віцепрезидент і член виконавчого комітету банку «Екватор» у Вашингтоні.
- 1992—1997: Член правління регіонального африканського бюро розвитку ООН.
- 1997: Лідерка Партії єдності; кандидатка в президенти.
- 2004—2005: Голова комісії «порядок у владі» (Ліберія).
- 2005: Кандидатка в президенти.
- 2006: Президент Ліберії.

Джонсон-Серліф також:
- грудні 2021 : року Джеймс Серліф, один із синів Еллен Серліф, помер у своїй резиденції в Ліберії за невідомих обставин.
- Засновниця Міжнародного інституту в справах жінок у політиці.
- Член консультативної ради «Сучасні зростання Африки та інвестиційна компанія».
- Член фінансового комітету «Modern Africa Fund Managers».
- Президент «Ліберійського банку розвитку та інвестицій».
- Президент інвестиційної компанії «Kormah Development and Investment Corporation».
- Старша представниця банку «Світового банку» з видачі позики.
- Віцепрезидент «Сітібанку».

## Публікації
- «Від катастрофи до розвитку» (1991).
- «Перспективи кредитування Центральної Африки» (1992).

## Нагороди
- Нагорода Рузвельта 1988 за свободу слова.
- Нагорода Ральфа Бунша за лідерство у світовій політиці.
- Кавалер Ордену Африканської Зірки за звільнення Ліберії.
- Кавалер Ордена Того.
- Нобелівська премія миру (2011).